# Герменерік II
Ґерменерік II (? — ?) — король свевів у 510-х роках.
Походив з династії Ґерменеріка. Син (або брат) короля Рехіара II. Продовжував політику свого попередника. Про діяльність цього короля практично відсутні відомості.
Ймовірно розпочав більш самостійну політику стосовно Вестготського королівства, скориставшись конфліктами останнього з королівствами франків та внутрішніми проблемами короля Амаларіха. Владу успадкував Ріциліан.